# 張鶴騰
張鶴騰（？—1635年），字元漢，號鳳逵，河南開封府潁川衛軍籍，直隸鳳陽府潁州（今安徽阜陽市阜南縣）人，明朝政治人物。天啟年間兵部尚書張鶴鳴之弟。

## 生平
七月二十五日生，治易经。萬曆十九年（1595年）辛卯科河南鄉試第六名舉人，二十三年（1595年）乙未科進士。大理寺觀政，二十四年八月授山西潞城縣知縣，二十五年四月調繁太原府榆次縣知縣，二十七年升刑部主事，三十三年調改南戶部主事，三十四年（1606年）任廣西鄉試正考官。三十五年升戶部陝西司郎中、督餉延綏，三十六年养病。
天啓五年（1625年）起户部郎中，六年出為廣西按察司副使，七年升陕西布政司参政。他行事敦厚誠篤，聲名勝過其兄。後張鶴騰以目疾告歸，寓居潁州。崇禎八年（1635年），李自成軍攻陷潁州，張鶴騰被擒，罵不絕口而死。
張鶴騰精通醫術，著有《傷暑全書》二卷，成書於天啟三年（1623年）。另有《傷寒全書》二卷。《明史》附其事跡於《張鶴鳴傳》之後。

## 家族
曾祖张聚。祖张春。父张世良，贈文林郎知縣。母章氏，封太孺人。慈侍下。兄张鹤鸣，壬辰進士、見任南吏部考功司主事。娶時氏，封孺人。子张大咸。